# Hedvig Collin
Hedvig Jacobine Henriette Collin (27. maj 1880 i Nakskov – 31. marts 1964 i Kongens Lyngby) var en dansk kunstmaler og illustrator.
Hedvig Collin blev uddannet på Tegne- og Kunstindustriskolen for Kvinder som forberedelse til Kunstakademiets Kunstskole for Kvinder, hvor hun studerede 1903-1907. Hun videreuddannede sig på kunstakademiets dekorationsskole i 1909-1910 og på École des Beaux-Arts i Paris. I 1915 studerede hun freskoteknik på Kunstgewerbeschule i Berlin. Hun hade fra 1904 gentagne studieophold i Frankrig, hun foretog i 1920'erne og 1930'erne rejser til Italien, Grækenland, Polen, Tyskland, Tjekkoslovakiet og England. I perioden 1922-1925 og igen under 2. verdenskrig var hun i USA.
Hedvig Collin malede mest portrætter og landskaber, men var også illustrator af børnebøger; 1916-1922 udgav hun flere illustrerede børnesangbøger, f.eks. Vore Børnesange (1916), og Børnenes Billedbog (1922).
Hedvig Collin var datter af fotografen Alfred Theodor Collin (1849-1922) og Ottilia Frederikke Christiane Bloch (1850-1935) og søster til Aage Collin.